# Robert J. Reynolds

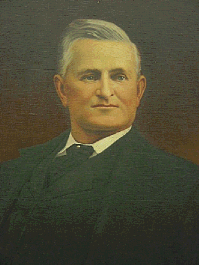

Robert John Reynolds (17 de março de 1838 - 10 de junho de 1909)  foi um político norte-americano que foi governador do estado do Delaware, no período de 1891 a 1895, pelo Partido Democrata.